# Липецкая область
Ли́пецкая о́бласть — субъект Российской Федерации. Областной центр — город Липецк.
Является относительно новым административно-территориальным образованием. Создана 6 января 1954 года из смежных районов Рязанской, Воронежской, Курской и Орловской областей.
Площадь — 24 047 км². По этому показателю область занимает 72 место в России и последнее среди пяти регионов Центрально-Чернозёмного экономического района.
Липецкая область граничит с Курской, Орловской, Тульской, Рязанской, Тамбовской и Воронежской областями.
Население — 1 108 295 чел. (2025) — 3-е место в Центрально-Чернозёмном экономическом районе и 44-е в России. Плотность населения — 46,09 чел./км².
Крупнейшие города — Липецк и Елец.

## История
Территория современной Липецкой области расположена в лесостепной зоне, на границе лесов и степей, и на протяжении тысячелетий, со сменой периодов похолоданий и потеплений, леса и степи много раз передвигалась по этим землям с севера на юг и обратно. Соответственно этому и волны миграций древнейших лесных и степных народов много раз сменяли здесь друг друга. По данным археологов, территория, на которой в данное время располагается Липецкая область, обживалась людьми ещё со времён верхнего палеолита. Наиболее известными, обнаруженными археологами, стоянками древних людей являются: стоянка Гагарино, относящаяся к граветтской культуре и стоянка «Замятино 14» в Задонском районе относящаяся к эпиграветтской культуре. Поселение и могильник Ксизово 6 находится на южной окраине села Ксизово при впадении реки Снова в Дон. Слои поселения датируются второй половиной VI тыс. до н. э. — I тыс. нашей эры. Поселение Ксизово-1 среднедонской катакомбной культуры находится на размываемом крае первой террасы левого берега реки Снова и датируется XXIV–XXIII вв. до нашей эры.
Со времён Птолемея, разделяющая Липецкую область с севера на юг река Танаис (Дон) считалась границей между Европой и Азией. В первые века до- и после начала нашей эры земли нынешней Липецкой области заселялись к западу от реки Дон балтскими племенами (днепро-двинская, мощинская культуры), а к востоку от Дона финно-угорскими племенами (городецкая культура). В первые века нашей эры был период потепления, и с юга вдоль Дона сюда заходили кочевые арийские народы, это были скифы и вытеснившие их затем сарматы. Археологами в Липецкой области обнаружены захоронения знатных сарматов. Но с приходом очередного похолодания сарматы ушли обратно на юг.
С III века балтские и финно-угорские поселения на этих территориях стали постепенно, с юго-запада, испытывать влияние многоэтничного причерноморского населения Ойума.
В IV—VII веках на территории Европы происходило великое переселение народов и случались значительные цивилизационные изменения, но все эти большие события и передвижения происходили далеко на запад и на юг от земель современной Липецкой области. С середины IV века эти земли были лишь северо-восточной периферией державы Германариха, созданной в степном Ойуме германцами-остготами. А во второй половине IV века стали такой-же далёкой периферией  пратюркской Гуннской державы, вытеснившей из степей остготов.
Только примерно с VII—VIII веков начались новые значительные изменения и в этих местах. С юга на северо-восток, отступая от натиска Аварского каганата и Великобулгарского ханства, по верховьям рек Оки и Дона расселялись дохристианские земледельческие славянские племена северян и вятичей. Балтские и финно-угорские поселения вятичами постепенно ассимилировались, либо вытеснялись. По реке Воронеж и восточнее еще некоторое время сохранялись поселения финно-угорского народа мордвы.
В VIII—IX веках верховенство на этих землях занял созданный пратюрками-огурами на юге, в междуречье Дона и Волги, Хазарский каганат, который собирал дань с вятичей и мордвы. Хазарская власть активно поддерживала функционирование Донского торгового пути.
В IX—X веках, с севера на юг, по рекам Волге и Днепру начали своё продвижение новые северные завоеватели - варяги-русь. Реки Ока и Дон оказались посредине, между этими двумя направлениями экспансии русов, и славяне-вятичи ещё в течение нескольких столетий активно сопротивлялись захвату своих земель новообразованным государством Русь, с центром в Киеве. Византийские священники в это время начали активное распространение на Руси новой, христианской, религии, которая в дальнейшем послужила инструментом постепенного смешивания и стирания межплеменных различий и образования новой древнерусской народности.
В древнерусский период (XI—XII века) территория современной Липецкой области, в составе лесостепных земель между Днепром и Волгой, первоначально (c 1024 года), была выделена русскими князьями своему удельному Черниговскому княжеству. Последним известным центром противостояния вятичей экспансии русских князей на эти земли являлся летописный город Корьдно и его вождь Ходота (конец XI века). Вятичи одними из самых последних восточнославянских племён были включены в состав государства Русь. Финно-угорские племена мордвы также не прекращали сопротивления руси и постепенно вытеснялись русскими князьями на восток, на земли современных Тамбовской и Пензенской областей. 
С появлением большого количества наследников у правящей династии Рюриковичей, государство Русь быстро дробилось на всё более мелкие удельные земли, стремившиеся к самостоятельности. Во времена распада Руси на отдельные независимые княжества, земли нынешней Липецкой области, вначале, примерно по реке Дон, разделили между собой Черниговское и выделившееся из него Муромо-Рязанское (позже - Рязанское) княжества. Ещё до прихода с востока монголо-татар, предположительно на этих землях, согласно древним летописям, уже упоминаются города Елец, Добринск (предположительно ныне село Доброе), Дубок (предположительно ныне село Дубки Данковского района), Старое городище (предположительно село Богородское Данковского района), Воргол (разрушен), Онуза (разрушен), Воронож (разрушен), Липец (разрушен) и другие. Однако, современными исследователями, реальность существования в то время этих городов часто ставится под сомнение.
В XIII веке, с приходом в 1237 году новой верховной монголо-татарской власти, в этих местах появились тюркские поселения, которые, с юга и юго-востока, доходили до города Тулы и располагались чересполосно с поселениями коренных жителей. Монголы, первое время, поддерживали функционирование древнего Донского торгового пути, собирали с князей дань и во внутренние дела княжеств особо не вмешивались. При этом, междоусобицы и дробление русских княжеств на всё более мелкие, продолжалось. С середины XIII века, за земли в окрестностях междуречья Дона и Воронежа, шло внутреннее соперничество уже между несколькими русскими княжествами: верховскими (Карачевским и Новосильским), а также Пронским и Рязанским.
В XIV веке, с нарастанием внутренних противоречий у монгольской власти, особенно во время и после Великой замятни в Золотой Орде, многие города-крепости на этих землях были разрушены. Примерно с середины XIV века на восточной окраине Карачевского княжества начал происходить процесс обособления Елецкого удела.
На рубеже XIV и XV веков междоусобная борьба, как внутри верховной монгольской власти, так и между княжествами, снова обострилась, и по этим местам прошли карательные походы Тимура и Едигея. Большинство древнего русского населения этих земель было либо убито, либо продано в рабство, остальные бежали в соседние верховские княжества и в наиболее активно растущие соседние «великие княжества»: Литовское, Рязанское и Московское. Часть выжившего древнего русского населения этих мест, уходившая на юг, в Дикое Поле, смешавшись с тюркскими и кавказскими народами, вошла в состав вольного казачества. Обезлюдевшие земли в верховьях Дона надолго стали краем Дикого Поля.
Весь XV век происходил постепенный распад монголо-татарской Золотой Орды, власть которой становилась все слабее. В первой половине XV века наиболее сильное влияние на эти земли получило Великое княжество Литовское, непосредственные владения которого временами доходили с запада до самого Дона, а наиболее крупные местные русские княжества - Пронское и Рязанское, активно заводили с литовскими князьями родственные связи и публично признавали себя вассалами Литвы. К середине XV века, в результате внутренней гражданской войны, литовское влияние ослабло, и наибольшую власть на Донско-Воронежских землях получило Великое княжество Рязанское, в состав которого, в том числе, вошли и разоренные Елецкие земли. К концу XV века верховная власть от монголов быстрыми темпами начала переходить в руки усиливающегося Великого княжества Московского.
В XVI веке власть Великого княжества Московского продолжала расти, захватывались всё новые и новые территории. В результате, как родственных связей, так и силовых действий, в состав Великого княжества Московского постепенно вошли и рязанские земли вместе с окрестностями междуречья Дона и Воронежа. Границы влияния Литвы были оттеснены Москвой от Дона далеко на запад. Но заметное экономическое возрождение земель в верховьях Дона началось только после окончательного распада Золотой Орды и значительного ослабления на Дону власти кочевников. Во второй половине правления Ивана Грозного все земли Русского царства были разделены на опричнину и земщину. Территории нынешней Липецкой области вошли в состав земщины. Уже в то время начались постепенные пограничные преобразования на южной «укра́ине» царства. В конце XVI века земли по реке Воронеж начали захватывать московские бояре Юрьевы-Романовы, которые заложили здесь Романово-Городище.
В начале XVII века Юрьевы-Романовы пришли к власти во всём Русском царстве, основали новую правящую династию и продолжили обширные преобразования на юге. За сравнительно короткий срок (конец XVI — начало XVII веков) на южной «укра́ине» царства были отстроены города-крепости: Данков, Талицкий острог, Елецкая крепость, Лебедянь. В 1635 году началось сооружение мощной укреплённой линии — Белгородской засечной черты, на которой в пределах современной Липецкой области выделялись крепости: Добрый, Сокольск и Усмань. С конца XVII века Романовы начали строительство в крае крупных промышленных предприятий:
- с 1693 года — металлургический завод на реке Белый Колодезь,
- с 1700 года — Липские железоделательные заводы,
- с 1703 года — Кузьминский якорный завод с оружейно-сборочной мастерской.

Рядом с заводами возникли поселения рабочих. Одним из таких рабочих поселений стала Липецкая слобода, давшая начало городу Липецку.
В XVIII веке, из-за создания Петром I военно-морского флота и регулярной армии, в новой Российской империи увеличились потребности в льне, конопле и шерсти. Поэтому активно начало развиваться сельское хозяйство, продолжился рост крупного помещичьего землевладения. Липецкий край, разделённый тогда административными реформами между несколькими провинциями Азовской, а затем Воронежской губернии, богатый чернозёмами, стал житницей государства.
В XIX веке город Липецк приобрёл широкую известность, как новый курорт минеральных вод.
В начале XX века, во время Февральской революции 1917 года и отстранения от власти Романовых, а также последовавших за этим октябрьского переворота большевиков и левых эсеров и гражданской войны в России, на территории современной Липецкой области погибли многие культурные ценности, частные коллекции живописи и литературы. В ходе последовавших затем репрессий новой советской власти РСФСР, против «буржуазного прошлого» и традиционных религиозных организаций, на территории современной Липецкой области серьёзно пострадали архитектурные ансамбли дворянских усадеб, монастырей и церквей. С 1925 года под Липецком, в обход Версальского соглашения, действовала немецкая военная авиационная школа, в которой также проводились испытания новых типов германских боевых самолётов и вооружения. Во время советских преобразований и активного колхозного строительства липецкие земли входили в состав Центрально-Чернозёмной области РСФСР. Немецкая военная авиационная школа была закрыта в 1933 году.
В середине XX века, во время Второй мировой войны, западные части территории современной Липецкой области два раза, во время наступления на Москву в 1941 году и во время наступления на юге в 1942 году, занимались войсками стран Оси.
Собственно Липецкая область была образована, как новое административное образование в составе РСФСР, Указом Президиума Верховного Совета СССР от 6 января 1954 года, из районов четырёх соседних областей РСФСР. В состав вновь созданной области были включены 34 района. Из Воронежской области: город Липецк, Боринский, Водопьяновский, Грачевский, Грязинский, Дмитряшевский, Добринский, Липецкий, Молотовский, Талицкий, Усманский, Хворостянский и Хлевенский районы; из Орловской области — город Елец, Волынский, Долгоруковский, Елецкий, Задонский, Измалковский, Краснинский, Становлянский, Чернавский и Чибисовский районы; из Рязанской области — Березовский, Воскресенский, Данковский, Добровский, Колыбельский, Лебедянский, Лев-Толстовский, Троекуровский, Трубетчинский и Чаплыгинский районы; из Курской области — Больше-Полянский, Воловский и Тербунский районы. 26 апреля 1954 года Верховный Совет СССР утвердил создание Липецкой области РСФСР.
В 1956, 1960 и 1963 г.г. были упразднены районы: Березовский, Боринский, Больше-Полянский, Волынский, Воскресенский, Грачевский, Дмитряшевский, Донской, Колыбельский, Октябрьский, Талицкий, Троекуровский, Трубетчинский, Чернавский, Чибисовский и Хворостянский.
4 июля 1967 года, советской властью, за успехи в развитии народнохозяйственного комплекса СССР, Липецкая область РСФСР была награждена орденом Ленина.
В конце XX века, после распада СССР, Липецкая область в неизменённом виде оставалась в составе РСФСР и вошла в состав Российской Федерации. 13 мая 2000 года, в соответствии с указом президента России, Липецкая область РФ вошла в состав Центрального федерального округа Российской Федерации.
В первой половине XXI века, 19 октября 2022 года, в связи с событиями вторжения России на Украину в ходе российско-украинской войны, указом президента России Владимира Путина, было объявлено военное положение в России, на территории ЦФО, в том числе и на территории Липецкой области, этим указом был введён особый «режим повышенной готовности». 24 июня 2023 года, по территории Липецкой области, вдоль трассы М4 «Дон», практически не встречая сопротивления, на Москву прошли военные колонны участников Пригожинского мятежа Группы «Вагнера». С 24 февраля 2024 года территория Липецкой области, в основном металлургический комбинат НЛМК в Липецке, стала подвергаться атакам БПЛА.

## Физико-географическая характеристика

### География
Расположена в центральной части европейской территории России, в 370 км на юг от Москвы. Её протяжённость с севера на юг составляет 200 км, а с запада на восток — 150 км.
Западная часть области — возвышенная равнина (высота над уровнем моря до 262 м), сильно расчленена долинами рек, оврагами и балками. Восточная часть — низменная (высота до 170 м), представляет собой равнину с большим количеством блюдцеобразных понижений (западин). Самые крупные реки — Дон (с притоками Красивая Меча и Сосна) и Воронеж (с притоками Становая Ряса и Матыра). Почти все реки принадлежат бассейну Дона. Однако три реки на небольшом протяжении: Малая Хупта и Ранова с притоком Сухая Кобельша — принадлежат бассейну Волги.

### Климат
Климат умеренно континентальный с чётко выраженными сезонами. Зима — умеренно холодная, с устойчивым снежным покровом. Средняя температура января −10 °C, в последние годы тенденция к более тёплым зимам. Лето тёплое, продолжительное, средняя температура июля +20-21 °C. Среднегодовые суммы осадков 450—550 мм, ¾ выпадает в тёплую половину года (с апреля по октябрь). Устойчивый снежный покров образуется в первой половине декабря, сходит в конце марта (средняя высота 25-35см). Продолжительность вегетационного периода — более 180 дней в году.

### Растительный и животный мир
Липецкая область расположена в лесостепной зоне. В результате многовекового сельскохозяйственного освоения степная растительность сохранилась лишь небольшими участками на склонах речных долин и балок. Леса занимают 7,6 % территории (2003 год), все они отнесены к категории защитных и имеют важное противоэрозионное и полезащитное значение. Насаждения сосны обыкновенной и смешанные дубово-сосновые леса (субори) занимают 38 % лесопокрытой площади, дубравы — 37 %, березняки, осинники и черноольшанники — 25 %. Наиболее значимые лесные массивы расположены на левобережье реки Воронеж и в долине реки Усмань (Усманский бор).
Животный мир представлен как лесными, так и степными видами. На территории области обитают 62 вида млекопитающих, гнездятся 167 видов птиц. В лесах водятся белка, косуля, кабан, лисица, куница, барсук, изредка встречаются лось, благородный олень, волк. Среди типично степных видов наиболее часто встречаются заяц-русак, полевой жаворонок, перепел. Реже встречаются суслик, большой тушканчик, степная пеструшка.
В области расположены два заповедника: «Галичья Гора» (6 участков) — самый маленький заповедник России с сохранившейся доледниковой флорой, а также часть Воронежского заповедника.

### Земельно-сырьевые ресурсы
Преобладающие типы почв — чернозёмы, которые занимают свыше 85 % всей территории.
Полезные ископаемые представлены 300 месторождениями: известняки, доломиты, песок, глины, цементное сырьё. По запасам карбонатного сырья область занимает 1-е место в РФ. Значительны залежи торфа. Большой известностью в стране пользуются Липецкие минеральные источники и лечебные грязи, обнаруженные в 1871 году.
Липецкая область богата различными строительными полезными ископаемыми, но слабо обеспечена топливными ресурсами. В области нет промышленных месторождений каменного угля, нефти, горючих газов. Недостаточно она обеспечена и металлорудами.
С 2002 года в области ведётся поиск алмазных кимберлитовых трубок на территории Олымского массива, на стыке границ Хлевенского и Тербунского районов Липецкой области. Первые алмазы были найдены в 2004 году. Их неокатанность свидетельствует о близости так называемых коренных отложений минерала.

## Население
Численность населения области по данным Росстата составляет 1 108 295 чел. (2025). Плотность населения — 46,09 чел./км2 (2025). Городское население — 
64,74 % (2022).
Изменение численности населения
Всё и городское население (его доля) по данным всесоюзных и всероссийских переписей:

### Национальный состав населения
| Год переписи                   | 1989             | 2002               | 2010               |
| ------------------------------ | ---------------- | ------------------ | ------------------ |
| Лица, указавшие национальность | 1230174 (100 %)  | ↘ 1204821 (100 %)  | ↘ 1128245 (100 %)  |
| Русские                        | 1198051 (97,4 %) | ↘ 1162878 (96,5 %) | ↘ 1086085 (96,3 %) |
| Украинцы                       | 14983 (1,2 %)    | ↘ 13350 (1,1 %)    | ↘ 9901 (0,9 %)     |
| Армяне                         | 828 (0,07 %)     | ↗ 5398 (0,4 %)     | ↗ 7129 (0,6 %)     |
| Азербайджанцы                  | 1434 (0,1 %)     | ↗ 3375 (0,3 %)     | ↗ 3897 (0,3 %)     |
| Другие национальности          | 14878 (1,2 %)    | ↗ 19820 (1,6 %)    | ↗ 21233 (1,9 %)    |

### Национальный состав
По итогам переписи населения 2020 года проживали следующие национальности (национальности менее 0,1 % и другое, см. в сноске к строке «Другие»):
| Национальность | Численность, чел. | Доля     |
| -------------- | ----------------- | -------- |
| Русские        | 992 217           | 86,79 %  |
| Армяне         | 6629              | 0,58 %   |
| Украинцы       | 4074              | 0,36 %   |
| Азербайджанцы  | 3240              | 0,28 %   |
| Цыгане         | 2934              | 0,26 %   |
| Таджики        | 2310              | 0,20 %   |
| Узбеки         | 1661              | 0,15 %   |
| Татары         | 1435              | 0,13 %   |
| Езиды          | 1202              | 0,11 %   |
| Другие         | 127 522           | 11,14 %  |
| Итого          | 1 143 224         | 100,00 % |

## Административно-территориальное устройство
Административное деление области включает:
- 2 города областного значения,
- 18 районов
  - 6 городов районного значения
  - 288 сельсоветов.

Муниципальное устройство области включает 314 муниципальных образований, в том числе:
- 2 городских округа,
- 18 муниципальных районов,
- 6 городских поселений,
- 288 сельских поселений.

Города областного значения (городские округа) и районы (муниципальные районы)
| №  | Герб/Флаг | Название              | Административный центр | Площадь, км² | Население, чел. | Плотность населения, чел./км² |
| -- | --------- | --------------------- | ---------------------- | ------------ | --------------- | ----------------------------- |
| I  |           | г. Липецк             | г. Липецк              | 330,15       | ↘483 040        | 1463.09                       |
| II |           | г. Елец               | г. Елец                | 70,67        | ↘93 761         | 1326.74                       |
| 1  |           | Воловский район       | с. Волово              | 796          | ↗12 852         | 16.71                         |
| 2  |           | Грязинский район      | г. Грязи               | 1 349,77     | ↘77 637         | 57.52                         |
| 3  |           | Данковский район      | г. Данков              | 1 894,85     | ↗33 271         | 17.56                         |
| 4  |           | Добринский район      | пос. Добринка          | 1 667,26     | ↘33 256         | 19.95                         |
| 5  |           | Добровский район      | с. Доброе              | 1 326,43     | ↗26 837         | 20.23                         |
| 6  |           | Долгоруковский район  | с. Долгоруково         | 1 013,23     | ↘16 126         | 15.92                         |
| 7  |           | Елецкий район         | г. Елец                | 1 171,5      | ↗29 331         | 25.04                         |
| 8  |           | Задонский район       | г. Задонск             | 1 505,37     | ↘34 408         | 22.86                         |
| 9  |           | Измалковский район    | с. Измалково           | 1 117,91     | ↘15 209         | 13.6                          |
| 10 |           | Краснинский район     | с. Красное             | 933,241      | ↗13 374         | 14.33                         |
| 11 |           | Лебедянский район     | г. Лебедянь            | 1 444,36     | ↗40 686         | 28.17                         |
| 12 |           | Лев-Толстовский район | пос. Лев Толстой       | 968,2        | ↗16 850         | 17.4                          |
| 13 |           | Липецкий район        | г. Липецк              | 1 545,26     | ↗59 655         | 38.61                         |
| 14 |           | Становлянский район   | с. Становое            | 1 348,95     | ↘16 702         | 12.38                         |
| 15 |           | Тербунский район      | с. Тербуны             | 1 170,07     | ↘20 837         | 17.81                         |
| 16 |           | Усманский район       | г. Усмань              | 1 941,87     | ↘50 166         | 25.83                         |
| 17 |           | Хлевенский район      | с. Хлевное             | 933,05       | ↘19 213         | 20.59                         |
| 18 |           | Чаплыгинский район    | г. Чаплыгин            | 1 519,71     | ↗30 536         | 20.09                         |

## Населённые пункты
Населённые пункты с численностью населения более 5000 человек
| Липецк   | ↘483 040 |
| Елец     | ↘93 761  |
| Грязи    | ↘43 640  |
| Лебедянь | ↗20 049  |
| Данков   | ↗19 726  |
| Усмань   | ↗19 662  |

| Чаплыгин    | ↘11 579 |
| Задонск     | ↗9887   |
| Добринка    | ↘8965   |
| Лев Толстой | ↗8875   |
| Тербуны     | ↗7760   |
| Боринское   | ↗7220   |

| Доброе       | ↗6482 |
| Хлевное      | ↗6012 |
| Долгоруково  | ↘5237 |
| Кривополянье | ↗5220 |
| Становое     | ↘5046 |

## Власть
Государственная власть в области осуществляется на основании Устава области, принятого 27 марта 2003 года.
Высшим должностным лицом области является губернатор Липецкой области, избираемый жителями области сроком на 5 лет.
Исполнительную власть в области осуществляет Правительство Липецкой области.
Законодательную власть в области осуществляет Липецкий областной совет депутатов, состоящей из 56 депутатов, избираемых жителями области по смешанной избирательной системе сроком на 5 лет. Председателем Липецкого областного совета депутатов является П. И. Путилин.
Представители Липецкой области в Совете Федерации Федерального Собрания Российской Федерации:
- Кавджарадзе, Максим Геннадьевич — представитель от законодательного (представительного) органа государственной власти Липецкой области;
- Хлякина Оксана Викторовна — представитель от исполнительного органа государственной власти Липецкой области.

Представители Липецкой области в Государственной думе Федерального Собрания Российской Федерации:
- Борцов, Николай Иванович («Единая Россия»);
- Тарасенко, Михаил Васильевич («Единая Россия»);
- Лукина, Дарья Сергеевна («Единая Россия»);
- Гулевский, Михаил Владимирович («Единая Россия»).

## Руководители Липецкой области
Первые секретари Липецкого обкома КПСС
- 1954—1960 — Жуков, Константин Павлович
- 1960—1962 — Пузиков, Сергей Тимофеевич
- 1963—1984 — Павлов, Григорий Петрович (1963—1964 — сельский обком)
- 1963—1964 — Черкасов, Михаил Сергеевич (промышленный обком)
- 1984—1989 — Манаенков, Юрий Алексеевич
- 1989—1991 — Донских, Виктор Васильевич
- 1991 (август) — Топорков, Владимир Фёдорович

Председатели Липецкого облисполкома
- 1954—1961 — Пашкин, Николай Семёнович
- 1961—1962 — Никулин, Семён Сергеевич
- 1962 — Павлов, Григорий Петрович
- 1962—1980 — Новиков, Нил Дмитриевич (1963—1964 — сельский облисполком)
- 1963—1964 — Фёдоров, Иван Егорович (промышленный облисполком)
- 1980—1989 — Донских, Виктор Васильевич
- 1989—1991 — Топорков, Владимир Фёдорович

Главы администрации области
- 1991—1992 — Купцов, Геннадий Васильевич
- 1992—1993 — Зайцев, Владимир Васильевич (исполняющий обязанности)
- 1993—1998 — Наролин, Михаил Тихонович
- 1998—2018 — Королёв, Олег Петрович
- с 2018 — Артамонов, Игорь Георгиевич

Председатели Областного совета депутатов (1993—2005 — Областного собрания депутатов)
- 1990—1991 — Донских, Виктор Васильевич
- 1991—1992 — Дячкин, Олег Дмитриевич
- 1992—1998 — Королёв, Олег Петрович
- 1998—2005 — Савенков, Анатолий Иванович
- 2005—2021— Путилин, Павел Иванович
- с 2021 — Аверов, Дмитрий Львович

## Экономика
Липецкая область относится к немногочисленному списку регионов-доноров в России, то есть не получает финансовой помощи из Федерального фонда финансовой поддержки субъектов РФ.

### Промышленность
Промышленное производство является основой экономического потенциала области, на его долю приходится около 66 % валового регионального продукта. Регион занимает первое место по производству бытовых холодильников и морозильников (более 40 % от общероссийского производства), четвёртое место по производству стали (14 %) и проката чёрных металлов (16 %), является крупным производителем сахара-песка (7 %) и плодоовощных консервов (29 %). В 2006 году произведено продукции на сумму более 225 млрд руб. с ростом на 10 %. Промышленный комплекс области состоит из 200 крупных предприятий, носит многоотраслевой характер, включает в себя чёрную металлургию, доля продукции которой значительно увеличилась по сравнению с 1991 годом (с 34 % до 64 %. Архивировано из оригинала 3 июня 2006 года.), машиностроение и металлообработку, доля продукции которых заметно сократилась по сравнению с 1991 годом (с 23 % до 11,5 %), электроэнергетику (7 %), пищевую (14 %), химическую, лёгкую, промышленности и промышленность стройматериалов (2 %).
В числе крупнейших промышленных предприятий — акционерные общества: ПАО «Новолипецкий металлургический комбинат», «Индезит Интернешнл», ОАО «Липецкэнерго», ОАО «Липецкхлебмакаронпром», ОАО «Компания „Росинка“», ОАО «Лебедянский», ОАО «Липецкий хладокомбинат», ОАО «Липецкцемент», ЗАО СУ-11 «Липецкстрой» и др. Гарантирующим поставщиком электроэнергии на территории Липецкой области является ОАО «Липецкая энергосбытовая компания». Предприятия области поддерживают отношения с фирмами из более 90 стран мира.
По объёму промышленного производства на душу населения область занимает 3-е место в РФ и 1-е место в ЦФО.
По объёму продукции сельского хозяйства — 11-е место, по растениеводству — 7-е место. По видам промышленной продукции наилучшие среднедушевые коэффициенты по выпуску бытовых холодильников — 1-е место среди регионов РФ, по готовому прокату чёрных металлов — 2-е место, сахар-песок — 4-е место среди регионов РФ.
Наиболее развиты металлургическая (крупнейший в России Новолипецкий металлургический комбинат — НЛМК), пищевая (крупнейший российский производитель соков Лебедянский завод) отрасли промышленности.
В 2005 году Липецкая область стала победителем конкурса на право размещения на своей территории особой экономической зоны федерального уровня. В 2006 году начала строиться, а в 2007 году открывает первые предприятия особая экономическая зона «Липецк».
С 2006 года в Липецкой области создаются первые в стране особые экономические зоны регионального уровня. Сейчас действует шесть таких зон: промышленно-производственного типа «Тербуны» и «Чаплыгинская», агропромышленного типа «Астапово» в Лев-Толстовском районе, особая экономическая зона регионального уровня «Елецпром» на территории Ельца и туристско-рекреационные зоны «Елец» и «Задонщина».
С 28 сентября 2022 года на автозаводе «Моторинвест» в деревне Гребенкино Краснинского района осуществляется сборка электромобилей Evolute («Эволют»).
Регион входит в число лидеров по объёму привлечения иностранных инвестиций.

### Энергетика
По состоянию на декабрь 2020 года, на территории Липецкой области эксплуатировались четырнадцать тепловых электростанций общей мощностью 1164,5 МВт. В 2019 году они произвели 5407 млн кВт·ч электроэнергии.

### Сельское хозяйство
Благоприятные климатические условия, наличие чернозёмов, способствуют развитию растениеводства. Площадь сельхозугодий занимает свыше 1,8 млн га, из них пашня — более 80 %. 22,3 тыс. га земли отведено под плодовые сады, где в основном выращивают яблони, груши, сливы. В области насчитывается около 300 сельскохозяйственных предприятий, основными направлениями которых являются: производство зерновых, сахарной свёклы, картофеля, разведение крупного рогатого скота, свиноводство, птицеводство. Объём валовой продукции сельского хозяйства в 2010 году составил около 35,3 млрд рублей.
Животноводство
В Липецкой области производство молока стабильно растёт. По итогам 2020 года было получено 301 тыс. тонн молока. Это на 5 % больше, чем в 2019 году, когда регион произвёл 287 тыс. тонн. Продуктивность дойного стада в 2020 году увеличилась на 2% и составила 7858 кг на одну корову. По этому показателю регион входит в число лучших в стране.
Растениеводство
По данным Минсельхоза, с начала 2020 года по 15 сентября в целом по стране в зимних теплицах выращено 965,4 тыс. тонн овощей, что на 19% выше показателя за аналогичный период 2019-го. Урожай тепличных огурцов составил 597 тыс. т (+17,5%), томатов — 351,6 тыс. т (+20,4%). Регионами-лидерами по производству овощей в зимних теплицах стали Липецкая область (97 тыс. т), Краснодарский край (91 тыс. т) и Московская область (74,6 тыс. т).
На 6 октября 2020 года намолочено 4 165,1 тыс. тонн зерновых и зернобобовых культур. Обмолочено на площади 762,6 тыс. га (91,6% от плана).  В том числе пшеница убрана с площади 502,2 тыс. га (98,2%), намолочено 2 870,6 тыс. т при средней урожайности 57,2 ц/га (+12,5 ц/га к 2019). Ячмень убран с 210,9 тыс. га (95,2%), намолочено 1 042,1 тыс. т при средней урожайности 49,4 ц/га (+8,1 ц/га). Гречиха убрана с площади 5,8 тыс. га (96,6%), намолочено 9,2 тыс. т при средней урожайности 15,7 ц/га (+3,3 ц/га). Начался сбор кукурузы, намолочено 85,8 тыс. т при средней урожайности 66,5 ц/га. Уборка сои завершена, с 64 тыс. га намолочено 118 тыс. тонн при средней урожайности 18,4 ц/га.
Садоводство
Липецкая область входит в пятёрку лучших в стране по производству плодово-ягодной продукции. В 2021 году собрано 70 тыс. тонн плодово-ягодной продукции, большая часть из которой приходится на яблоки. Также получено 1,4 тыс. тонн ягод и 20 тонн вишни. В 2020 году урожай плодов и ягод в регионе составил 54,6 тыс. тонн.
| тыс. гектар | 1766 | 1513,0 | 1382,9 | 1132,1 | 1050,0 | 1214,4 | 1324,1 |

### Транспорт
Общая протяжённость автодорог — 7,8 тыс. км, по их насыщенности область входит в первую десятку регионов России. Качество дорог постоянно улучшается, а также строятся новые. В 2008 году началось строительство восточного периметра липецкой кольцевой автодороги (ЛКАД), продолжается строительство дороги на «Куликово поле» — самый короткий путь на Москву. Помимо региональных автодорог ведётся реконструкция идущей через область федеральной трассы М4 «Дон».
Общая протяжённость железнодорожной сети — свыше 800 км. Территорию пересекают три железнодорожные магистрали. Крупнейшими узлами являются Елец и Грязи.
Для связи с другими регионами по воздуху в области имеется международный аэропорт «Липецк», а также ряд аэродромов местного значения (возле нас. пунктов Данков, Тербуны и Чаплыгин).

## Наука и образование
В 2016 году в Липецкой области действовало 6 вузов, в том числе один муниципальный и два негосударственных, и 10 филиалов вузов.

## Достопримечательности и архитектура
В Данковском районе Липецкой области в имении Полибино расположено уникальное архитектурное сооружение — стальная ажурная башня инженера В. Г. Шухова, первая в мире гиперболоидная конструкция в виде сетчатой оболочки. Башня была представлена на Всероссийской промышленной выставке в Нижнем Новгороде 9 июня 1896 года, после чего её выкупил меценат Ю. С. Нечаев-Мальцов и установил в Полибино. Гиперболоидные конструкции впоследствии строили многие великие архитекторы: Гауди, Ле Корбюзье, Оскар Нимейер. Аналогичные сетчатые башни-оболочки построены в XXI веке в Китае (610-метровая), Арабских эмиратах, Испании, Венгрии, Великобритании, Чехии, Норвегии и др. странах.
В Данкове расположен единственный в Липецкой области планетарий.
В Ельце расположены многочисленные памятники церковной и светской архитектуры, в том числе Вознесенский собор (1889; Построен по проекту известного архитектора К. А. Тона, автора Московского вокзала в Санкт-Петербурге и Ленинградского в Москве, а также — Храма Христа Спасителя). С Ельцом тесно связана жизнь И. А. Бунина, М. М. Пришвина, Т. Н. Хренникова, Н. Н. Жукова и др.
В Задонске также имеются значительные памятники церковной архитектуры и истории, в том числе три действующих монастыря.
В усадьбе Полибино расположен классический дворец XVIII века, построенный по проекту архитектора В. И. Баженова в стиле ампир в конце XVIII века и обширный парк, спускающийся от дворца до берега Дона. Эта усадьба была родовым имением Юрия Степановича Нечаева-Мальцова, русского мецената, жертвовавшего на строительство и экспонаты Музея изящных искусств (ныне ГМИИ им. А. С. Пушкина) в Москве. До революции в усадьбе Полибино у Ю. С. Нечаев-Мальцова гостили и творили Л. Н. Толстой, И. Е. Репин, И. К. Айвазовский, К. А. Коровин, В. Д. Поленов, В. В. Васнецов, И. В. Цветаев, А. Н. Бенуа, Ольга Книппер-Чехова, Анна Ахматова.
В Становлянском районе расположен Мещерский дендрарий — крупнейшая по площади лесостепная опытно-селекционная станция (ЛОСС) в России с собранием интродукцированной флоры из северных районов Европы, Азии и Северной Америки.
В селе Борки Тербунского района расположена Усадьба Борки, называемая так же Борковский замок. Это единственный в области памятник архитектуры в английском готическом стиле, является памятником архитектуры последней четверти XIX века. В начале века усадьба принадлежала двоюродному брату императора Николая II Великому князю Андрею Владимировичу Романову.
В Усмани находится мемориальный комплекс, в который входят памятник воинам-землякам, павшим в боях за Родину, братская могила лётчиков и Аллея Героев.
На территории Чаплыгинского района Липецкой области в поместье Рязанка создан мемориальный музей П. П. Семёнова-Тян-Шанского.

## Известные люди
- Список Героев Советского Союза